# Victoriano Martínez
Victoriano Martín Martínez Lamas (Minas, Uruguay, 30 de enero de 1860 - Montevideo, Uruguay, 30 de julio de 1953) fue un magistrado y político uruguayo, quien se desempeñó como juez y fiscal durante varias décadas, hasta ocupar el cargo de Fiscal de Corte entre 1912 y 1929. 
Posteriormente fue electo miembro del Consejo Nacional de Administración, que integró desde 1929 hasta el golpe de Estado de Gabriel Terra en 1933. Culminando su vida pública como miembro  del Consejo de Estado en 1942-1943.

## Primeros años
Nació en Minas, capital del entonces departamento de Minas (hoy Lavalleja) el 30 de enero de 1860,hijo de Victoriano José Martínez, (fallecido en 1909), y de Máxima Lamas (fallecida en 1926). 
A partir de 1884 se desempeñó como funcionario administrativo (oficial 1°) en el entonces Ministerio de Justicia, Culto e Instrucción Pública.
Paralelamente cursó estudios en la Facultad de Derecho de la Universidad Mayor de la República hasta graduarse como doctor en Jurisprudencia en el año 1885.Su tesis de graduación se tituló "Dos palabras sobre el impuesto".

## Juez Letrado en el interior
En abril de 1886 inició su carrera judicial como Juez Letrado.
Inicialmente fue destinado a San José, hasta que en setiembre de 1890 fue trasladado al mismo cargo en Colonia.
En enero de 1893 fue nuevamente transferido al Juzgado Letrado de Treinta y Tres.

## Fiscal Letrado en la capital
En febrero de 1896 fue nombrado por el entonces Tribunal Superior de Justicia (del que dependían las fiscalías hasta 1907) como Fiscal del Crimen de Primer Turno.
Cuatro años después, en abril de 1900, fue designado titular de la Fiscalía de Menores, Ausentes e Incapaces que acababa de ser creada.

## Tribunal de Apelaciones
El 23 de diciembre de 1907, apenas constituida la primera Alta Corte de Justicia creada por la ley 3.246, fue ascendido para integrar uno de los cargos en el Tribunal de Apelaciones de Segundo Turno dejado vacante por los nuevos integrantes de la Corte.

## Fiscal de Corte
Al fallecer en 1912 Álvaro Guillot, primer titular de la Fiscalía de Corte, el presidente José Batlle y Ordóñez propuso a Martínez para reemplazarlo en el cargo. 
Tras conferirse la venia respectiva el 20 de mayo por la Cámara de Senadores,Martínez fue nombrado Fiscal de Corte el 31 de mayo de 1912.
Conforme a la norma legal de su creación (artículo 10 de la ley 3.246) el Fiscal de Corte duraría en el cargo "todo el tiempo de su buena comportación" y el único límite era el impuesto a todos los Fiscales en el artículo 36 por alcanzar los 70 años. 
Martínez permanecería como Fiscal de Corte durante casi diecisiete años, constituyendo su mandato el más extenso en la historia de dicha institución desde 1907 hasta la actualidad. 
Presentó su renuncia a la Fiscalía al asumir como Consejero Nacional de Administración, la que le fue aceptada el 21 de marzo de 1929.Fue sucedido en dicho cargo por Alfredo Furriol.

## Consejo Nacional de Administración
En las elecciones del 25 de noviembre de 1928, Martínez fue propuesto como segundo candidato al Consejo Nacional de Administración (detrás de Baltasar Brum) por el sector batllista del Partido Colorado, el que triunfó con 143.280 votos contra 141.055 del Partido Nacional. El sublema "Por los ideales batllistas"obtuvo 87.933 votos, a los que se sumaron 598 del "Comité Departamental Colorado Batllista José Batlle y Ordóñez por el progreso de San José"que postulaba a la misma fórmula Brum-Martínez, contra 54.662 votos del sublema "Por el triunfo y la unión del Partido Colorado"que postulaba a Enrique Rodríguez Fabregat y Adolfo Pérez Olave.En consecuencia, Brum y Martínez fueron electos Consejeros Nacionales por la mayoría, ingresando Ismael Cortinas por la minoría blanca.
Prestó juramento junto a Brum y a Cortinas ante la Asamblea General el 20 de marzo de 1929como integrante del Consejo, que bajo la Constitución de 1918 era uno de los dos órganos componentes del llamado Poder Ejecutivo bicéfalo. 
Su mandato constitucional era de seis años, por lo que se extendía hasta marzo de 1935, pero el mismo quedó trunco al disolverse el Consejo Nacional de Administración por el golpe de Estado del presidente Gabriel Terra el 31 de marzo de 1933. Poco después, la nueva Constitución de 1934, aprobada a instancias de Terra, suprimirá el Consejo Nacional de Administración.

## Consejo de Estado
Tras el golpe de Estado del 21 de febrero de 1942 y la disolución de las Cámaras de Senadores y Representantes, el presidente Alfredo Baldomir creó un cuerpo denominado Consejo de Estado para cumplir el rol de órgano legislativo hasta la elección de un nuevo Parlamento. En marzo de 1942 Martínez fue designado por Decreto-ley dictado por el Poder Ejecutivo de facto para integrar dicho Consejo,el que quedó instalado el 11 de marzo.
Ocupó dicho cargo hasta la disolución del Consejo en febrero de 1943 al restablecerse el régimen constitucional con la entrada en funciones de las nuevas Cámaras electas en las elecciones de noviembre de 1942, luego de aprobada la nueva Constitución de 1942.

## Fallecimiento
Victoriano Martínez, de estado civil soltero, falleció en Montevideo el 30 de julio de 1953, a los 93 años de edad.
El Parlamento le rindió homenaje el mismo día de su muerte,y a iniciativa del Consejo Nacional de Gobierno, aprobó una ley acordándole honores de ministro y disponiendo que los gastos de su sepelio serían costeados por el Estado.